# Ripley (miniserie televisiva)
Ripley è una miniserie televisiva statunitense del 2024 ideata e diretta da Steven Zaillian. La miniserie è tratta dal romanzo Il talento di mister Ripley di Patricia Highsmith.

## Trama
1961: il giovane Dickie fa la bella vita ad Atrani insieme alla fidanzata Marge Sherwood, aspirante scrittrice, rigettando ogni responsabilità nel presente e qualsiasi progetto sul futuro. Suo padre, il ricco imprenditore newyorkese Herbert Greenleaf, è convinto che il ragazzo sia amico di Tom Ripley, così assume quest'ultimo affinché vada in Italia e convinca suo figlio a tornare a casa. Tom, in realtà, Dickie lo conosce a malapena e, oltretutto, è un astuto truffatore che vive alla giornata, ma di fronte al compenso propostogli accetta comunque l'incarico.
Ad Atrani Tom, rimasto affascinato dallo stile di vita seguito da Dickie, ne conquista presto la simpatia anche se Marge continua a guardarlo con diffidenza. I due ragazzi lo fanno trasferire nella loro villa e il rapporto all'inizio sembra così solido che Tom rivela pure a Dickie i piani di suo padre, ma presto i due giovani si stancano del nuovo coinquilino, che peraltro Herbert solleva dall'incarico perché (a ragione) ritenuto inadempiente. Dickie, peraltro, riceve una lettera da suo padre il quale lo invita a non fidarsi di Tom.
Di fronte all'idea di riprendere la sua mesta esistenza nei sobborghi di New York, Tom approfitta di una gita in barca a Sanremo con Dickie per ucciderlo, ne occulta il cadavere gettandolo in mare e assume infine l'identità della vittima. Ne vende poi alcuni oggetti per racimolare ulteriori soldi, e scappa via lasciando a Marge una lettera in cui si firma Dickie e dichiara di volersi temporaneamente recare altrove.
1962. Trasferitosi in affitto a Roma, si appresta a cominciare una nuova vita, ma presto viene raggiunto da Freddie, vecchio amico di Dickie che è arrivato all'abitazione chiedendo alla compagnia telefonica l'indirizzo a cui risulta collegata l'utenza a nome del giovane Greenleaf. Il ragazzo subodora qualcosa di losco e Tom è quindi costretto a ucciderlo con un posacenere portandone poi fuori città il cadavere. Esso viene ritrovato ore dopo e del caso se ne occupa l'ispettore Pietro Ravini. Questi arriva a Tom seguendo alcuni appunti lasciati da Freddie e lo interroga credendolo Dickie; la notizia dell'omicidio finisce sui giornali e Marge, leggendoli, si convince a partire per Roma in cerca di spiegazioni. Tom vive quindi una situazione surreale dovendo districarsi tra chi conosce la sua identità (Marge) e chi no (Ravini, la padrona di casa). 
Viene intanto rinvenuta, sporca di sangue, la barca in cui Tom ha ucciso Dickie. Si comincia a pensare che Dickie possa aver ucciso tal Tom Ripley, che sembra effettivamente scomparso. 
Vista la malaparata Tom si trasferisce a Palermo ma neanche qui trova pace, inseguito dall'ostinato Ravini che prova a collegare insieme i due fatti di sangue. Scappato infine a Venezia, riprende la sua vera identità per dimostrare di essere ancora vivo, poi si trucca a dovere quando Ravini lo raggiunge per l'ennesimo interrogatorio e questi non capisce di aver davanti chi pensava fosse Dickie. All'arrivo di Herbert, deciso a capire cosa sia successo al figlio, Tom riesce a convincere lui, Marge e la polizia che il ragazzo si sia ucciso poiché implicato nell'omicidio di Freddie. Infine, grazie al ricco e misterioso mercante Reeves Minot, cambia nuovamente identità e si dà al commercio d'arte in Gran Bretagna.
Tempo dopo, mentre Tom sorseggia vino di classe ed è circondato da opere d'arte, Marge ha finalmente finito di scrivere il suo libro su Atrani e ne manda una copia a Ravini. Questi, aprendola, vede una dedica dell'autrice a Dickie con tanto di foto del giovane defunto e... non è chi ha interrogato a Roma!

## Puntate
| nº | Titolo originale          | Titolo italiano                      | Pubblicazione |
| -- | ------------------------- | ------------------------------------ | ------------- |
| 1  | I A Hard Man to Find      | I Un uomo molto difficile da trovare | 4 aprile 2024 |
| 2  | II Seven Mercies          | II Le sette opere della misericordia |               |
| 3  | III Sommerso              | III Sommerso                         |               |
| 4  | IV La Dolce Vita          | IV La dolce vita                     |               |
| 5  | V Lucio                   | V Lucio                              |               |
| 6  | VI Some Heavy Instrument  | VI Una botta in testa                |               |
| 7  | VII Macabre Entertainment | VII Divertimento macabro             |               |
| 8  | VIII Narcissus            | VIII Narcissus                       |               |

## Produzione
Nel settembre 2019 è stato annunciato che Andrew Scott avrebbe interpretato Tom Ripley in un adattamento televisivo del romanzo della Highsmith, scritto e diretto da Steven Zaillian. Nel gennaio 2021 Johnny Flynn si è unito al cast nel ruolo di Dickie, mentre nel marzo 2021 è stato annunciato che Dakota Fanning avrebbe interpretato Marge Sherwood.
Zaillian ha girato la serie in bianco e nero per rifarsi ai classici noir degli anni '40 e adattare le location italiane alla natura sinistra della storia accentuando la suspense nonostante le pochissime scene d'azione; inoltre, questa decisione cromatica è un omaggio al romanzo originale in quanto la copia in suo possesso ha una suggestiva foto in b/n sulla copertina . 

## Promozione
Il primo teaser trailer è stato diffuso il 22 gennaio 2024.

## Distribuzione
La serie, inizialmente prevista su Showtime, è stata distribuita sulla piattaforma Netflix a partire dal 4 aprile 2024.

## Accoglienza
Ripley ottiene un responso estremamente favorevole: all'85% di gradimento su Rotten Tomatoes  si aggiungono le svariate recensioni positive delle principali testate online .